# Coelophysoidea
Los celofisoideos (Coelophysoidea) son una superfamilia de dinosaurios terópodos neoterópodos, que vivieron desde el Triásico superior hasta el Jurásico superior (hace aproximadamente 237 y 157 millones de años, desde el Carniense hasta el Oxfordiense), en lo que hoy es América, África, Europa y Asia.

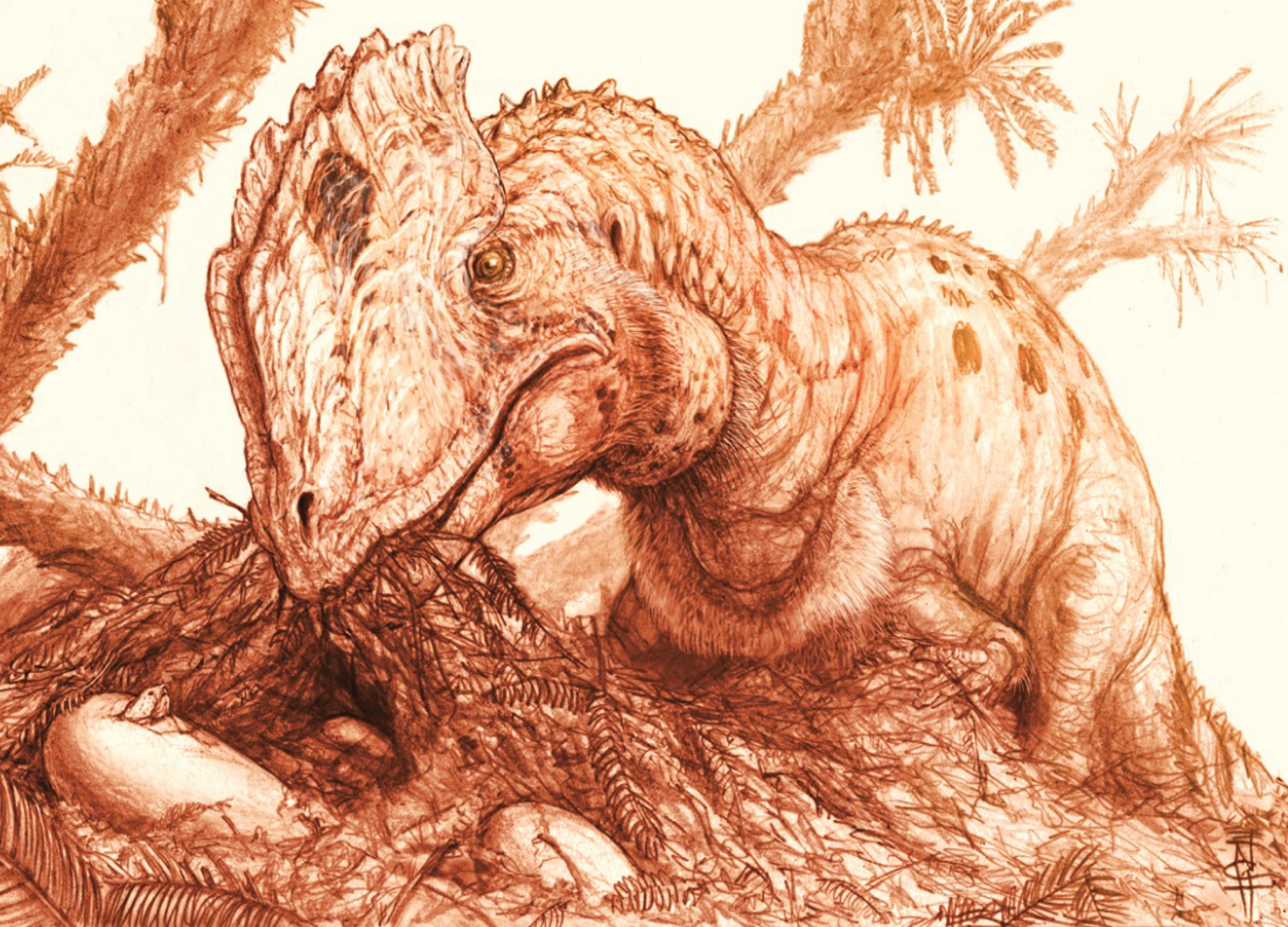
Reconstrucción en vida de Dilophosaurus.

## Sistemática
Coelophysoidea se define como el clado más inclusivo que contiene al Coelophysis bauri (Cope,1889) pero no al
Carnotaurus Sastrei (Bonaparte, 1985), al Ceratosaurus nasicornis (Marsh 1884) y al Passer domesticus (Linneo, 1758). Coelophysoidea corresponde a todos los ceratosaurianos más emparentados con los celofísis que con los ceratosaurios.

## Clasificación
A pesar de su aparición muy temprana en el registro fósil, los celofisoideos tienen una serie de características derivadas que los separan de los terópodos primitivos. Entre las más prominentes de estas características derivadas (apomorfias) está la forma en que se conectan los huesos de la mandíbula superior (la articulación premaxilar-maxilar), que es flexible con un espacio profundo entre los dientes en los dos huesos. Una fuente importante de desacuerdo entre los expertos en terópodos es si los celofisoideos compartieron o no un ancestro común más reciente con Ceratosauria. Los análisis más recientes indican esto último, que Coelophysoidea no forma un grupo natural con los ceratosaurios. Del mismo modo, mientras que Dilophosaurus y otros terópodos similares han sido tradicionalmente clasificados como celofisoideos, varios estudios publicados a finales de la década de 2000 sugirieron que en realidad pueden estar más estrechamente relacionados con los tetanuros.
El siguiente cladograma pertenece al estudio de Ezcurra et al. (2020).
|  | Lepidus           |
|  |                   |
|  | Coelophysis bauri |
|  |                   |

|  | Camposaurus                |
|  |                            |
|  | Lucianovenator             |
|  |                            |
|  | Megapnosaurus rhodesiensis |
|  |                            |
|  | Segisaurus                 |
|  |                            |

|  | Lepidus           |
|  |                   |
|  | Coelophysis bauri |
|  |                   |

|  | Camposaurus                |
|  |                            |
|  | Lucianovenator             |
|  |                            |
|  | Megapnosaurus rhodesiensis |
|  |                            |
|  | Segisaurus                 |
|  |                            |

|  | Lepidus           |
|  |                   |
|  | Coelophysis bauri |
|  |                   |

|  | Camposaurus                |
|  |                            |
|  | Lucianovenator             |
|  |                            |
|  | Megapnosaurus rhodesiensis |
|  |                            |
|  | Segisaurus                 |
|  |                            |

|  | Lepidus           |
|  |                   |
|  | Coelophysis bauri |
|  |                   |

|  | Camposaurus                |
|  |                            |
|  | Lucianovenator             |
|  |                            |
|  | Megapnosaurus rhodesiensis |
|  |                            |
|  | Segisaurus                 |
|  |                            |

|  | Lepidus           |
|  |                   |
|  | Coelophysis bauri |
|  |                   |

|  | Camposaurus                |
|  |                            |
|  | Lucianovenator             |
|  |                            |
|  | Megapnosaurus rhodesiensis |
|  |                            |
|  | Segisaurus                 |
|  |                            |

|  | Lepidus           |
|  |                   |
|  | Coelophysis bauri |
|  |                   |

|  | Camposaurus                |
|  |                            |
|  | Lucianovenator             |
|  |                            |
|  | Megapnosaurus rhodesiensis |
|  |                            |
|  | Segisaurus                 |
|  |                            |

|  | Lepidus           |
|  |                   |
|  | Coelophysis bauri |
|  |                   |

|  | Camposaurus                |
|  |                            |
|  | Lucianovenator             |
|  |                            |
|  | Megapnosaurus rhodesiensis |
|  |                            |
|  | Segisaurus                 |
|  |                            |

|  | Lepidus           |
|  |                   |
|  | Coelophysis bauri |
|  |                   |

|  | Camposaurus                |
|  |                            |
|  | Lucianovenator             |
|  |                            |
|  | Megapnosaurus rhodesiensis |
|  |                            |
|  | Segisaurus                 |
|  |                            |

|  | Lepidus           |
|  |                   |
|  | Coelophysis bauri |
|  |                   |

|  | Camposaurus                |
|  |                            |
|  | Lucianovenator             |
|  |                            |
|  | Megapnosaurus rhodesiensis |
|  |                            |
|  | Segisaurus                 |
|  |                            |

|  | Lepidus           |
|  |                   |
|  | Coelophysis bauri |
|  |                   |

|  | Camposaurus                |
|  |                            |
|  | Lucianovenator             |
|  |                            |
|  | Megapnosaurus rhodesiensis |
|  |                            |
|  | Segisaurus                 |
|  |                            |

|  | Lepidus           |
|  |                   |
|  | Coelophysis bauri |
|  |                   |

|  | Camposaurus                |
|  |                            |
|  | Lucianovenator             |
|  |                            |
|  | Megapnosaurus rhodesiensis |
|  |                            |
|  | Segisaurus                 |
|  |                            |

|  | Lepidus           |
|  |                   |
|  | Coelophysis bauri |
|  |                   |

|  | Camposaurus                |
|  |                            |
|  | Lucianovenator             |
|  |                            |
|  | Megapnosaurus rhodesiensis |
|  |                            |
|  | Segisaurus                 |
|  |                            |

|  | Lepidus           |
|  |                   |
|  | Coelophysis bauri |
|  |                   |

|  | Camposaurus                |
|  |                            |
|  | Lucianovenator             |
|  |                            |
|  | Megapnosaurus rhodesiensis |
|  |                            |
|  | Segisaurus                 |
|  |                            |

|  | Lepidus           |
|  |                   |
|  | Coelophysis bauri |
|  |                   |

|  | Camposaurus                |
|  |                            |
|  | Lucianovenator             |
|  |                            |
|  | Megapnosaurus rhodesiensis |
|  |                            |
|  | Segisaurus                 |
|  |                            |

|  | Lepidus           |
|  |                   |
|  | Coelophysis bauri |
|  |                   |

|  | Camposaurus                |
|  |                            |
|  | Lucianovenator             |
|  |                            |
|  | Megapnosaurus rhodesiensis |
|  |                            |
|  | Segisaurus                 |
|  |                            |

|  | Lepidus           |
|  |                   |
|  | Coelophysis bauri |
|  |                   |

|  | Camposaurus                |
|  |                            |
|  | Lucianovenator             |
|  |                            |
|  | Megapnosaurus rhodesiensis |
|  |                            |
|  | Segisaurus                 |
|  |                            |

|  | Lepidus           |
|  |                   |
|  | Coelophysis bauri |
|  |                   |

|  | Camposaurus                |
|  |                            |
|  | Lucianovenator             |
|  |                            |
|  | Megapnosaurus rhodesiensis |
|  |                            |
|  | Segisaurus                 |
|  |                            |

|  | Lepidus           |
|  |                   |
|  | Coelophysis bauri |
|  |                   |

|  | Camposaurus                |
|  |                            |
|  | Lucianovenator             |
|  |                            |
|  | Megapnosaurus rhodesiensis |
|  |                            |
|  | Segisaurus                 |
|  |                            |

|  | Lepidus           |
|  |                   |
|  | Coelophysis bauri |
|  |                   |

|  | Camposaurus                |
|  |                            |
|  | Lucianovenator             |
|  |                            |
|  | Megapnosaurus rhodesiensis |
|  |                            |
|  | Segisaurus                 |
|  |                            |

|  | Lepidus           |
|  |                   |
|  | Coelophysis bauri |
|  |                   |

|  | Camposaurus                |
|  |                            |
|  | Lucianovenator             |
|  |                            |
|  | Megapnosaurus rhodesiensis |
|  |                            |
|  | Segisaurus                 |
|  |                            |

|  | Lepidus           |
|  |                   |
|  | Coelophysis bauri |
|  |                   |

|  | Camposaurus                |
|  |                            |
|  | Lucianovenator             |
|  |                            |
|  | Megapnosaurus rhodesiensis |
|  |                            |
|  | Segisaurus                 |
|  |                            |

|  | Lepidus           |
|  |                   |
|  | Coelophysis bauri |
|  |                   |

|  | Camposaurus                |
|  |                            |
|  | Lucianovenator             |
|  |                            |
|  | Megapnosaurus rhodesiensis |
|  |                            |
|  | Segisaurus                 |
|  |                            |

|  | Lepidus           |
|  |                   |
|  | Coelophysis bauri |
|  |                   |

|  | Camposaurus                |
|  |                            |
|  | Lucianovenator             |
|  |                            |
|  | Megapnosaurus rhodesiensis |
|  |                            |
|  | Segisaurus                 |
|  |                            |

|  | Lepidus           |
|  |                   |
|  | Coelophysis bauri |
|  |                   |

|  | Camposaurus                |
|  |                            |
|  | Lucianovenator             |
|  |                            |
|  | Megapnosaurus rhodesiensis |
|  |                            |
|  | Segisaurus                 |
|  |                            |

|  | Lepidus           |
|  |                   |
|  | Coelophysis bauri |
|  |                   |

|  | Camposaurus                |
|  |                            |
|  | Lucianovenator             |
|  |                            |
|  | Megapnosaurus rhodesiensis |
|  |                            |
|  | Segisaurus                 |
|  |                            |

|  | Lepidus           |
|  |                   |
|  | Coelophysis bauri |
|  |                   |

|  | Camposaurus                |
|  |                            |
|  | Lucianovenator             |
|  |                            |
|  | Megapnosaurus rhodesiensis |
|  |                            |
|  | Segisaurus                 |
|  |                            |

|  | Lepidus           |
|  |                   |
|  | Coelophysis bauri |
|  |                   |

|  | Camposaurus                |
|  |                            |
|  | Lucianovenator             |
|  |                            |
|  | Megapnosaurus rhodesiensis |
|  |                            |
|  | Segisaurus                 |
|  |                            |

|  | Lepidus           |
|  |                   |
|  | Coelophysis bauri |
|  |                   |

|  | Camposaurus                |
|  |                            |
|  | Lucianovenator             |
|  |                            |
|  | Megapnosaurus rhodesiensis |
|  |                            |
|  | Segisaurus                 |
|  |                            |

|  | Lepidus           |
|  |                   |
|  | Coelophysis bauri |
|  |                   |

|  | Camposaurus                |
|  |                            |
|  | Lucianovenator             |
|  |                            |
|  | Megapnosaurus rhodesiensis |
|  |                            |
|  | Segisaurus                 |
|  |                            |

|  | Lepidus           |
|  |                   |
|  | Coelophysis bauri |
|  |                   |

|  | Camposaurus                |
|  |                            |
|  | Lucianovenator             |
|  |                            |
|  | Megapnosaurus rhodesiensis |
|  |                            |
|  | Segisaurus                 |
|  |                            |

|  | Lepidus           |
|  |                   |
|  | Coelophysis bauri |
|  |                   |

|  | Camposaurus                |
|  |                            |
|  | Lucianovenator             |
|  |                            |
|  | Megapnosaurus rhodesiensis |
|  |                            |
|  | Segisaurus                 |
|  |                            |

|  | Lepidus           |
|  |                   |
|  | Coelophysis bauri |
|  |                   |

|  | Camposaurus                |
|  |                            |
|  | Lucianovenator             |
|  |                            |
|  | Megapnosaurus rhodesiensis |
|  |                            |
|  | Segisaurus                 |
|  |                            |

|  | Lepidus           |
|  |                   |
|  | Coelophysis bauri |
|  |                   |

|  | Camposaurus                |
|  |                            |
|  | Lucianovenator             |
|  |                            |
|  | Megapnosaurus rhodesiensis |
|  |                            |
|  | Segisaurus                 |
|  |                            |

|  | Lepidus           |
|  |                   |
|  | Coelophysis bauri |
|  |                   |

|  | Camposaurus                |
|  |                            |
|  | Lucianovenator             |
|  |                            |
|  | Megapnosaurus rhodesiensis |
|  |                            |
|  | Segisaurus                 |
|  |                            |

|  | Lepidus           |
|  |                   |
|  | Coelophysis bauri |
|  |                   |

|  | Camposaurus                |
|  |                            |
|  | Lucianovenator             |
|  |                            |
|  | Megapnosaurus rhodesiensis |
|  |                            |
|  | Segisaurus                 |
|  |                            |

|  | Lepidus           |
|  |                   |
|  | Coelophysis bauri |
|  |                   |

|  | Camposaurus                |
|  |                            |
|  | Lucianovenator             |
|  |                            |
|  | Megapnosaurus rhodesiensis |
|  |                            |
|  | Segisaurus                 |
|  |                            |

|  | Lepidus           |
|  |                   |
|  | Coelophysis bauri |
|  |                   |

|  | Camposaurus                |
|  |                            |
|  | Lucianovenator             |
|  |                            |
|  | Megapnosaurus rhodesiensis |
|  |                            |
|  | Segisaurus                 |
|  |                            |

|  | Lepidus           |
|  |                   |
|  | Coelophysis bauri |
|  |                   |

|  | Camposaurus                |
|  |                            |
|  | Lucianovenator             |
|  |                            |
|  | Megapnosaurus rhodesiensis |
|  |                            |
|  | Segisaurus                 |
|  |                            |

|  | Lepidus           |
|  |                   |
|  | Coelophysis bauri |
|  |                   |

|  | Camposaurus                |
|  |                            |
|  | Lucianovenator             |
|  |                            |
|  | Megapnosaurus rhodesiensis |
|  |                            |
|  | Segisaurus                 |
|  |                            |

|  | Lepidus           |
|  |                   |
|  | Coelophysis bauri |
|  |                   |

|  | Camposaurus                |
|  |                            |
|  | Lucianovenator             |
|  |                            |
|  | Megapnosaurus rhodesiensis |
|  |                            |
|  | Segisaurus                 |
|  |                            |

|  | Lepidus           |
|  |                   |
|  | Coelophysis bauri |
|  |                   |

|  | Camposaurus                |
|  |                            |
|  | Lucianovenator             |
|  |                            |
|  | Megapnosaurus rhodesiensis |
|  |                            |
|  | Segisaurus                 |
|  |                            |

|  | Lepidus           |
|  |                   |
|  | Coelophysis bauri |
|  |                   |

|  | Camposaurus                |
|  |                            |
|  | Lucianovenator             |
|  |                            |
|  | Megapnosaurus rhodesiensis |
|  |                            |
|  | Segisaurus                 |
|  |                            |

|  | Lepidus           |
|  |                   |
|  | Coelophysis bauri |
|  |                   |

|  | Camposaurus                |
|  |                            |
|  | Lucianovenator             |
|  |                            |
|  | Megapnosaurus rhodesiensis |
|  |                            |
|  | Segisaurus                 |
|  |                            |

|  | Lepidus           |
|  |                   |
|  | Coelophysis bauri |
|  |                   |

|  | Camposaurus                |
|  |                            |
|  | Lucianovenator             |
|  |                            |
|  | Megapnosaurus rhodesiensis |
|  |                            |
|  | Segisaurus                 |
|  |                            |

|  | Lepidus           |
|  |                   |
|  | Coelophysis bauri |
|  |                   |

|  | Camposaurus                |
|  |                            |
|  | Lucianovenator             |
|  |                            |
|  | Megapnosaurus rhodesiensis |
|  |                            |
|  | Segisaurus                 |
|  |                            |

|  | Lepidus           |
|  |                   |
|  | Coelophysis bauri |
|  |                   |

|  | Camposaurus                |
|  |                            |
|  | Lucianovenator             |
|  |                            |
|  | Megapnosaurus rhodesiensis |
|  |                            |
|  | Segisaurus                 |
|  |                            |

|  | Lepidus           |
|  |                   |
|  | Coelophysis bauri |
|  |                   |

|  | Camposaurus                |
|  |                            |
|  | Lucianovenator             |
|  |                            |
|  | Megapnosaurus rhodesiensis |
|  |                            |
|  | Segisaurus                 |
|  |                            |

|  | Lepidus           |
|  |                   |
|  | Coelophysis bauri |
|  |                   |

|  | Camposaurus                |
|  |                            |
|  | Lucianovenator             |
|  |                            |
|  | Megapnosaurus rhodesiensis |
|  |                            |
|  | Segisaurus                 |
|  |                            |

|  | Lepidus           |
|  |                   |
|  | Coelophysis bauri |
|  |                   |

|  | Camposaurus                |
|  |                            |
|  | Lucianovenator             |
|  |                            |
|  | Megapnosaurus rhodesiensis |
|  |                            |
|  | Segisaurus                 |
|  |                            |

|  | Lepidus           |
|  |                   |
|  | Coelophysis bauri |
|  |                   |

|  | Camposaurus                |
|  |                            |
|  | Lucianovenator             |
|  |                            |
|  | Megapnosaurus rhodesiensis |
|  |                            |
|  | Segisaurus                 |
|  |                            |

|  | Lepidus           |
|  |                   |
|  | Coelophysis bauri |
|  |                   |

|  | Camposaurus                |
|  |                            |
|  | Lucianovenator             |
|  |                            |
|  | Megapnosaurus rhodesiensis |
|  |                            |
|  | Segisaurus                 |
|  |                            |

|  | Lepidus           |
|  |                   |
|  | Coelophysis bauri |
|  |                   |

|  | Camposaurus                |
|  |                            |
|  | Lucianovenator             |
|  |                            |
|  | Megapnosaurus rhodesiensis |
|  |                            |
|  | Segisaurus                 |
|  |                            |

|  | Lepidus           |
|  |                   |
|  | Coelophysis bauri |
|  |                   |

|  | Camposaurus                |
|  |                            |
|  | Lucianovenator             |
|  |                            |
|  | Megapnosaurus rhodesiensis |
|  |                            |
|  | Segisaurus                 |
|  |                            |

|  | Lepidus           |
|  |                   |
|  | Coelophysis bauri |
|  |                   |

|  | Camposaurus                |
|  |                            |
|  | Lucianovenator             |
|  |                            |
|  | Megapnosaurus rhodesiensis |
|  |                            |
|  | Segisaurus                 |
|  |                            |

|  | Lepidus           |
|  |                   |
|  | Coelophysis bauri |
|  |                   |

|  | Camposaurus                |
|  |                            |
|  | Lucianovenator             |
|  |                            |
|  | Megapnosaurus rhodesiensis |
|  |                            |
|  | Segisaurus                 |
|  |                            |

|  | Lepidus           |
|  |                   |
|  | Coelophysis bauri |
|  |                   |

|  | Camposaurus                |
|  |                            |
|  | Lucianovenator             |
|  |                            |
|  | Megapnosaurus rhodesiensis |
|  |                            |
|  | Segisaurus                 |
|  |                            |

|  | Lepidus           |
|  |                   |
|  | Coelophysis bauri |
|  |                   |

|  | Camposaurus                |
|  |                            |
|  | Lucianovenator             |
|  |                            |
|  | Megapnosaurus rhodesiensis |
|  |                            |
|  | Segisaurus                 |
|  |                            |

|  | Lepidus           |
|  |                   |
|  | Coelophysis bauri |
|  |                   |

|  | Camposaurus                |
|  |                            |
|  | Lucianovenator             |
|  |                            |
|  | Megapnosaurus rhodesiensis |
|  |                            |
|  | Segisaurus                 |
|  |                            |

|  | Lepidus           |
|  |                   |
|  | Coelophysis bauri |
|  |                   |

|  | Camposaurus                |
|  |                            |
|  | Lucianovenator             |
|  |                            |
|  | Megapnosaurus rhodesiensis |
|  |                            |
|  | Segisaurus                 |
|  |                            |

|  | Lepidus           |
|  |                   |
|  | Coelophysis bauri |
|  |                   |

|  | Camposaurus                |
|  |                            |
|  | Lucianovenator             |
|  |                            |
|  | Megapnosaurus rhodesiensis |
|  |                            |
|  | Segisaurus                 |
|  |                            |

|  | Lepidus           |
|  |                   |
|  | Coelophysis bauri |
|  |                   |

|  | Camposaurus                |
|  |                            |
|  | Lucianovenator             |
|  |                            |
|  | Megapnosaurus rhodesiensis |
|  |                            |
|  | Segisaurus                 |
|  |                            |

|  | Lepidus           |
|  |                   |
|  | Coelophysis bauri |
|  |                   |

|  | Camposaurus                |
|  |                            |
|  | Lucianovenator             |
|  |                            |
|  | Megapnosaurus rhodesiensis |
|  |                            |
|  | Segisaurus                 |
|  |                            |

|  | Lepidus           |
|  |                   |
|  | Coelophysis bauri |
|  |                   |

|  | Camposaurus                |
|  |                            |
|  | Lucianovenator             |
|  |                            |
|  | Megapnosaurus rhodesiensis |
|  |                            |
|  | Segisaurus                 |
|  |                            |

|  | Lepidus           |
|  |                   |
|  | Coelophysis bauri |
|  |                   |

|  | Camposaurus                |
|  |                            |
|  | Lucianovenator             |
|  |                            |
|  | Megapnosaurus rhodesiensis |
|  |                            |
|  | Segisaurus                 |
|  |                            |